# اوله بورندال
اوله بورندال (دانمارکی: Ole Bornedal؛ زادهٔ ۲۶ مهٔ ۱۹۵۹) کارگردان فیلم، فیلم‌نامه‌نویس، کارگردان تلویزیونی و بازیگر اهل دانمارک است.
از فیلم‌های او می‌توان به تقلید، من دینا هستم و تسخیر اشاره کرد.